# Allan Sieber
Allan Sieber (Porto Alegre, 1972) é um animador, cartunista, ilustrador e quadrinista gaúcho, reconhecido pelo sarcasmo e humor negro de suas obras. Entre suas criações destacam-se as tiras Bifaland, A Cidade Maldita (publicada no jornal O Estado de S. Paulo), Vida de Estagiário, Preto no Branco e The Mommy's Boys (publicadas na Folha de S.Paulo). Seu humor é tipicamente relacionado a heresia, crítica comportamental (sexual ou não) e escatologia. Editou três números de sua revista Glória Glória Aleluia, recebendo por ela o Troféu HQ Mix em 1995 (Melhor Fanzine) e 1998 (Melhor Revista Independente).
Também venceu o Troféu HQ Mix em outras ocasiões: em 1997 na categoria Desenhista Revelação; em 2005 pelo melhor livro de cartum (Sem Comentários); em 2007 como Melhor Cartunista e em 2010 como Melhor Publicação de Humor pelo livro É Tudo Mais ou Menos Verdade - O Jornalismo Investigativo, Tendencioso e Ficcional de Allan Sieber.
Seu curta metragem de animação Deus É Pai foi vencedor do Prêmio da Crítica e do Prêmio Especial do Juri no Festival de Gramado de 1999. Após a criação de um blog, obteve reconhecimento do público e da imprensa, viabilizando a publicação de livros como Preto no Branco e Vida de Estagiário - ambos compilações das tirinhas impressas nos jornais, publicados pela editora Conrad -; Sem Comentários - seleção de posts e comentários de seu blog, publicado pela editora Casa 21 -; Mais Preto no Branco e É Tudo Mais ou Menos Verdade - O Jornalismo Investigativo, Tendencioso e Ficcional de Allan Sieber - ambos publicados pela editora carioca Desiderata.
Editou e publicou de forma independente três números da revista de quadrinhos de humor F (juntamente com os cartunistas Leonardo e Arnaldo Branco), o quarto número foi publicado pela Conrad Editora.
Atualmente mora no Rio de Janeiro e trabalha na produtora Toscographics, da qual é co-fundador (com a produtora e diretora Denise Garcia), que produz animações, vinhetas, curtas-metragens e documentários para tv e cinema.

## Filmografia
- 2008 - Animadores (curta-metragem em animação)
- 2006 - Santa de Casa (curta-metragem em animação)
- 2003 - Superstição (curta-metragem)
- 2003 - Jonas (curta-metragem)
- 2001 - Onde Andará Petrucio Felker? (curta-metragem em animação)
- 2000 - Os Idiotas Mesmo (curta-metragem em animação)
- 1999 - Deus É Pai (curta-metragem em animação)